# Spreebrücke Werder
Die Spreebrücke Werder ist eine Straßen-, Rad- und Fußgängerbrücke über der Spree in Werder, einem Ortsteil der brandenburgischen Gemeinde Tauche im Landkreis Oder-Spree. Die Pfahljochbrücke wurde 1991 erbaut und zur Wahrung des Landschaftsbilds der geschützten Flussaue komplett aus Holz errichtet.

## Geografie und Naturraum

### Geologie und Naturschutz
Die Holzbrücke überspannt die Spree, die in diesem Flussabschnitt in der glazialen Brieschter Talung unter dem Namen Krumme Spree von West nach Ost fließt und die Beeskower Platte von der südlich anschließenden Lieberoser Platte trennt. Die Spreeniederung zwischen Alt-Schadow und Trebatsch ist als Landschaftsschutzgebiet Krumme Spree ausgewiesen.
Der Bereich ist ferner als FFH-Gebiet Spree Teil des kohärenten europäischen ökologischen Netzes besonderer Schutzgebiete Natura 2000. Der Steckbrief des Bundesamtes für Naturschutz (BfN) enthält für das 2324 Hektar umfassende FFH-Gebiet unter der Nummer 3651-303 folgende Charakterisierung: Landesweit bedeutsames Fließgewässer mit herausragender Verbindungs- und Ausbreitungsfunktion für Fischotter, Biber und zahlreiche Fischarten, Aue mit typischen Lebensräumen.

### Lage und Überführung
Das Bauwerk liegt im Südwesten des Landkreises Oder-Spree und überführt die Kreisstraße K 6726 über den Fluss. Rund 200 Meter weiter südlich folgt die Grenze zum Landkreis Dahme-Spreewald, in dem die Straße auf der Gemarkung Plattkows, einem Ortsteil der Gemeinde Märkische Heide, als K 6118 weitergeführt wird. Die Spreebrücke Werder ist zudem Teil des Spreeradwegs, der hier die Flussseite wechselt. Nach Osten zwischen Werder und Kossenblatt verläuft der Radweg auf der Südseite, nach Westen zwischen Werder und Alt-Schadow auf der Nordseite der Krummen Spree, die in dem gesamten Bereich eine Vielzahl von Alt- und Nebenarmen aufweist. Für Radtouristen wurde neben der Brücke ein Rastplatz errichtet.

## Konstruktion und Material
Die Brücke wurde 1991 erbaut und eröffnet. Bauherr war das Landratsamt Beeskow, Abteilung Tiefbau. Die Planung und Statik besorgte – wie bei der ein Jahr später errichteten Spreebrücke Briescht – das Ingenieurbüro F. Pott aus Nordhorn.
Um das Landschaftsbild des Flusstals nicht zu beeinträchtigen, wurde die gesamte Brücke aus Holz errichtet. Verwendet wurden Basralocus aus Südamerika und Bongossiholz aus Kamerun, ein Eisenholz von besonderer Härte und hoher Dichte. Der Rammpfahl aus Basralocus weist einen mittleren Querschnitt von 35 × 35 cm auf und hat eine Länge von 10 m, wovon 5 m in den Flussgrund gerammt sind. Seine Masse beträgt 2,5 Tonnen. Die beiden Pfahljoche sind aus 22,55 m³ (28,18 t) und 65,6 m³ (78,72 t) Bongossiholz gearbeitet. Das Brückentragwerk besteht aus 104,56 m³ (130,7 t) Bongossiholz. Die feuerverzinkten Stahlseile (V2A-Stahl) verfügen über eine Masse von 1775,5 kg. Ausgelegt ist die Brücke für die Fahrzeugklasse SLW 30, also für eine Gesamtlast von 300 Kilonewton, Radlast von 50 kN und Achslast von 130 kN. Die gewünschte Lebensdauer der Brücke ist auf 50 bis 70 Jahre veranschlagt und entspricht damit nach Angabe des Bauherren der Lebensdauer einer Stahlbetonbrücke.

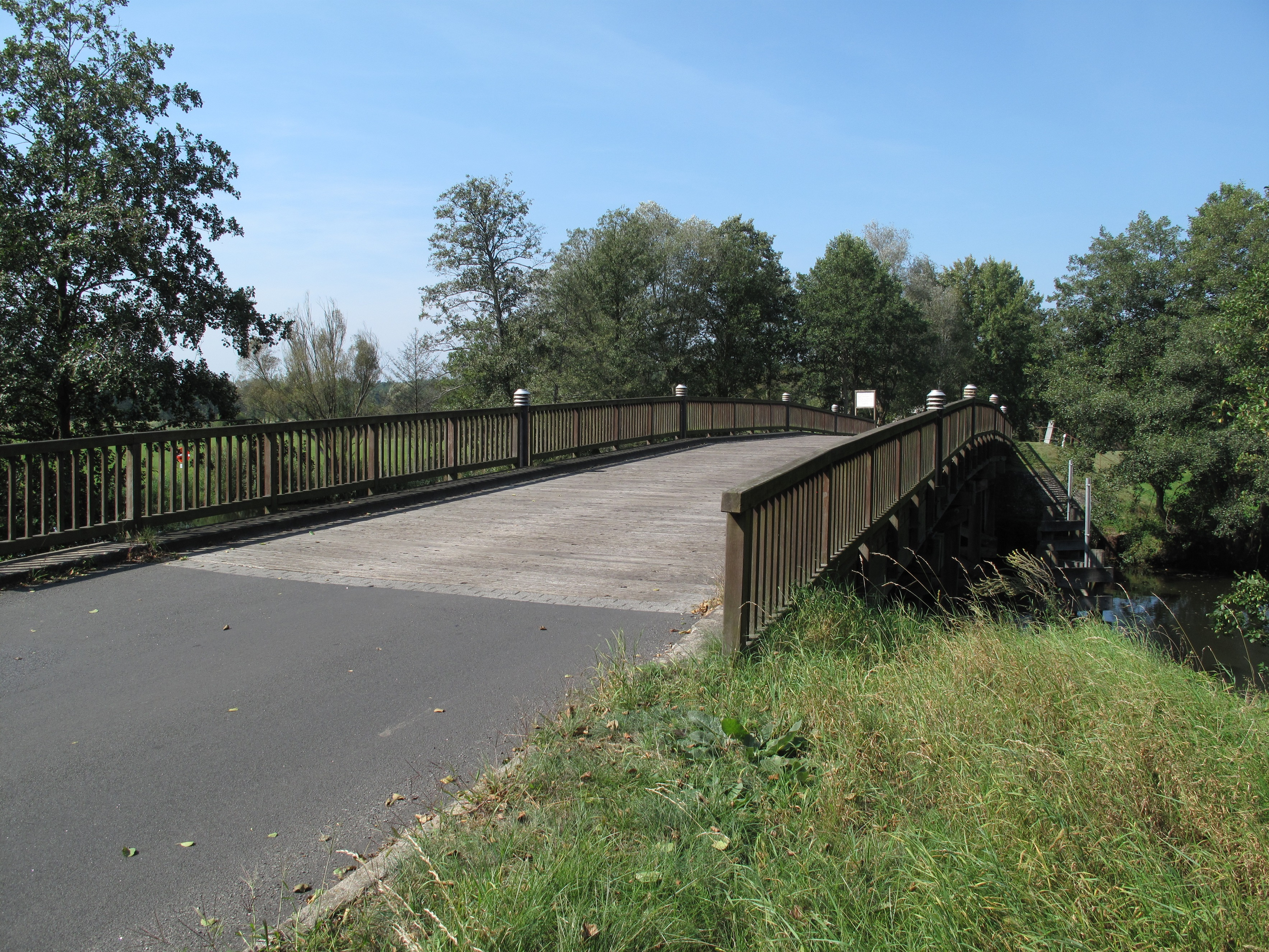
Auch die Fahrbahn ist mit Latten aus Holz belegt
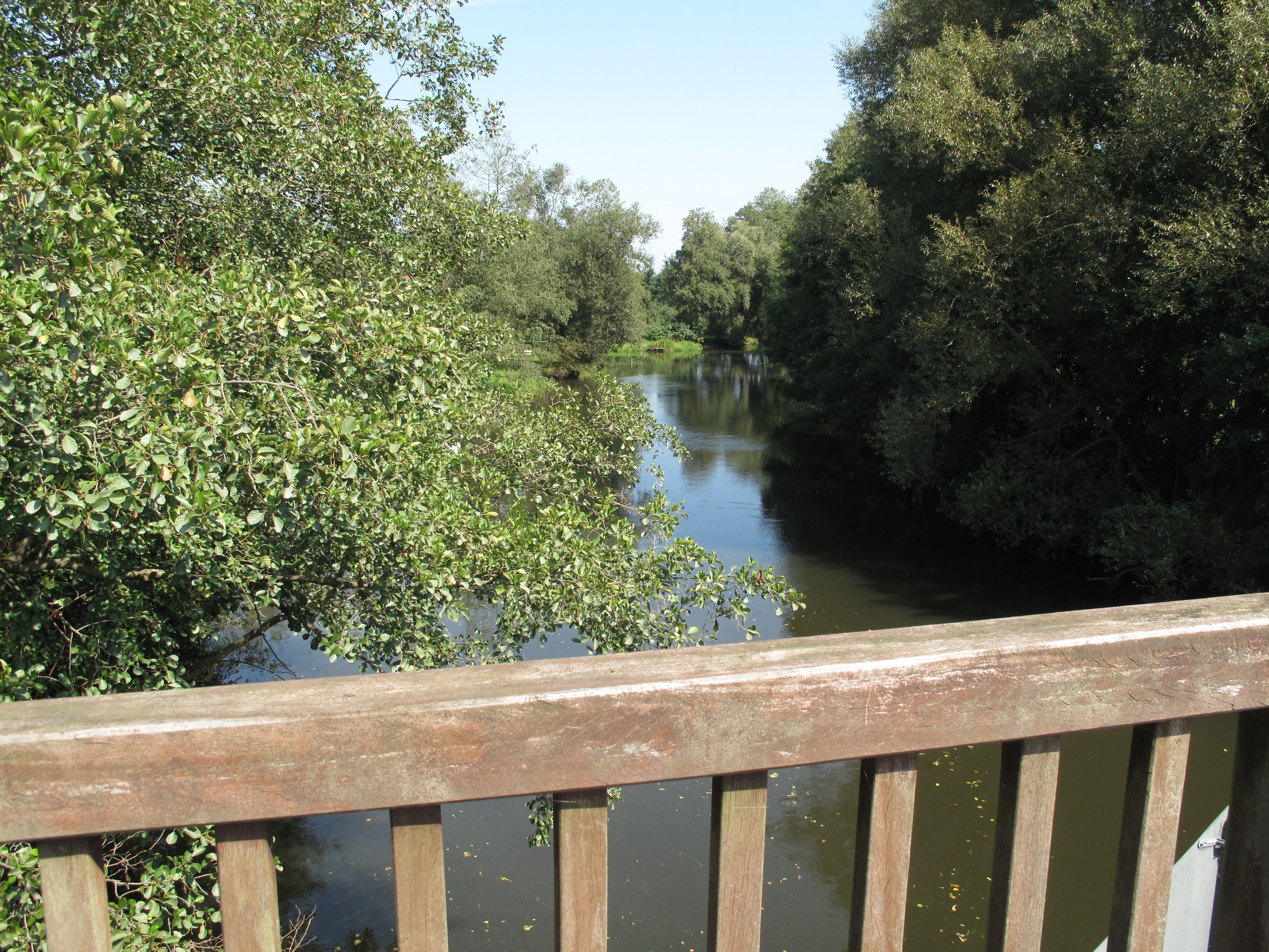
Blick über die Spree nach Westen
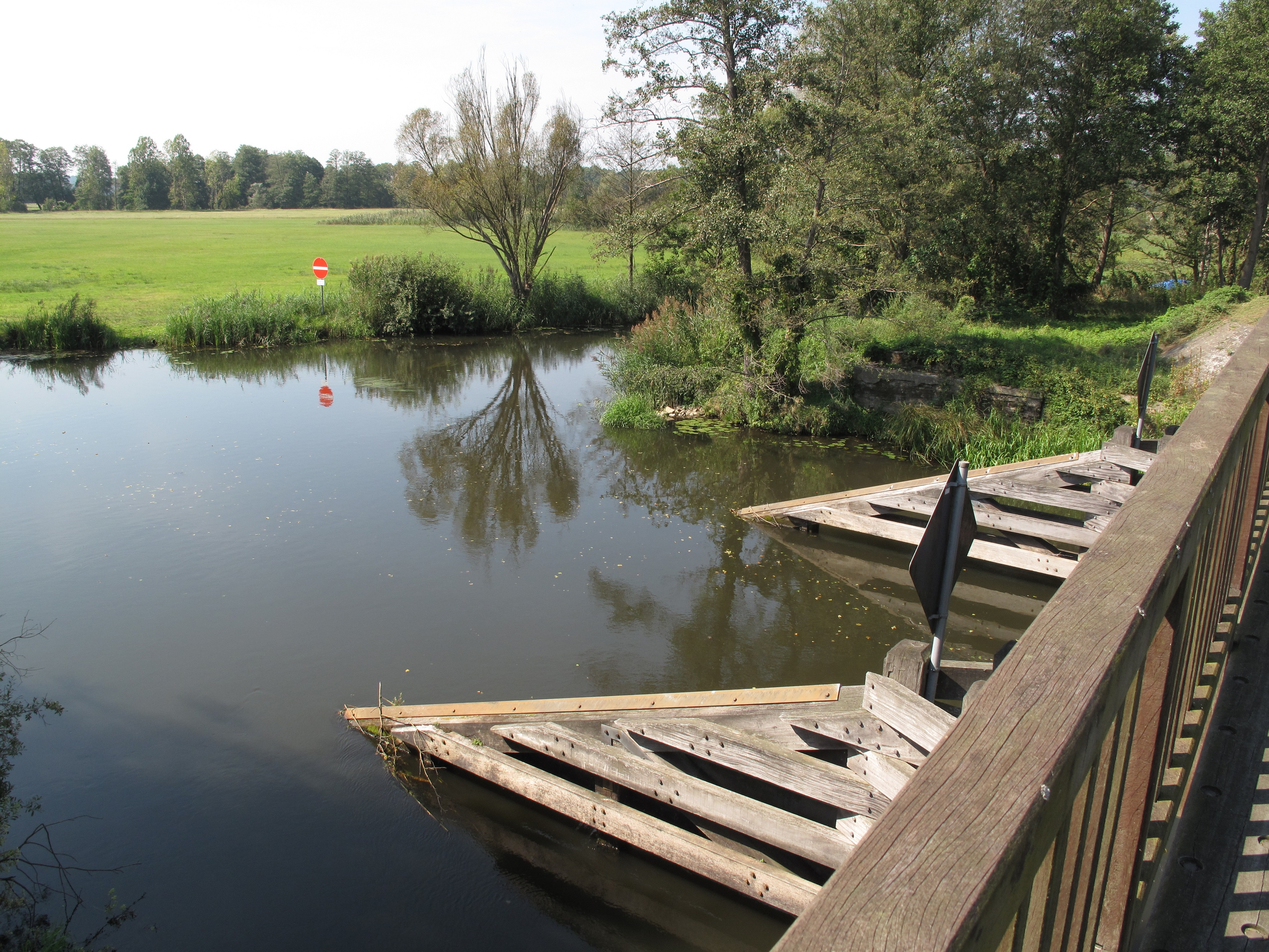
Spree mit Abzweigung des 2012 sanierten und überbrückten Seitenarms
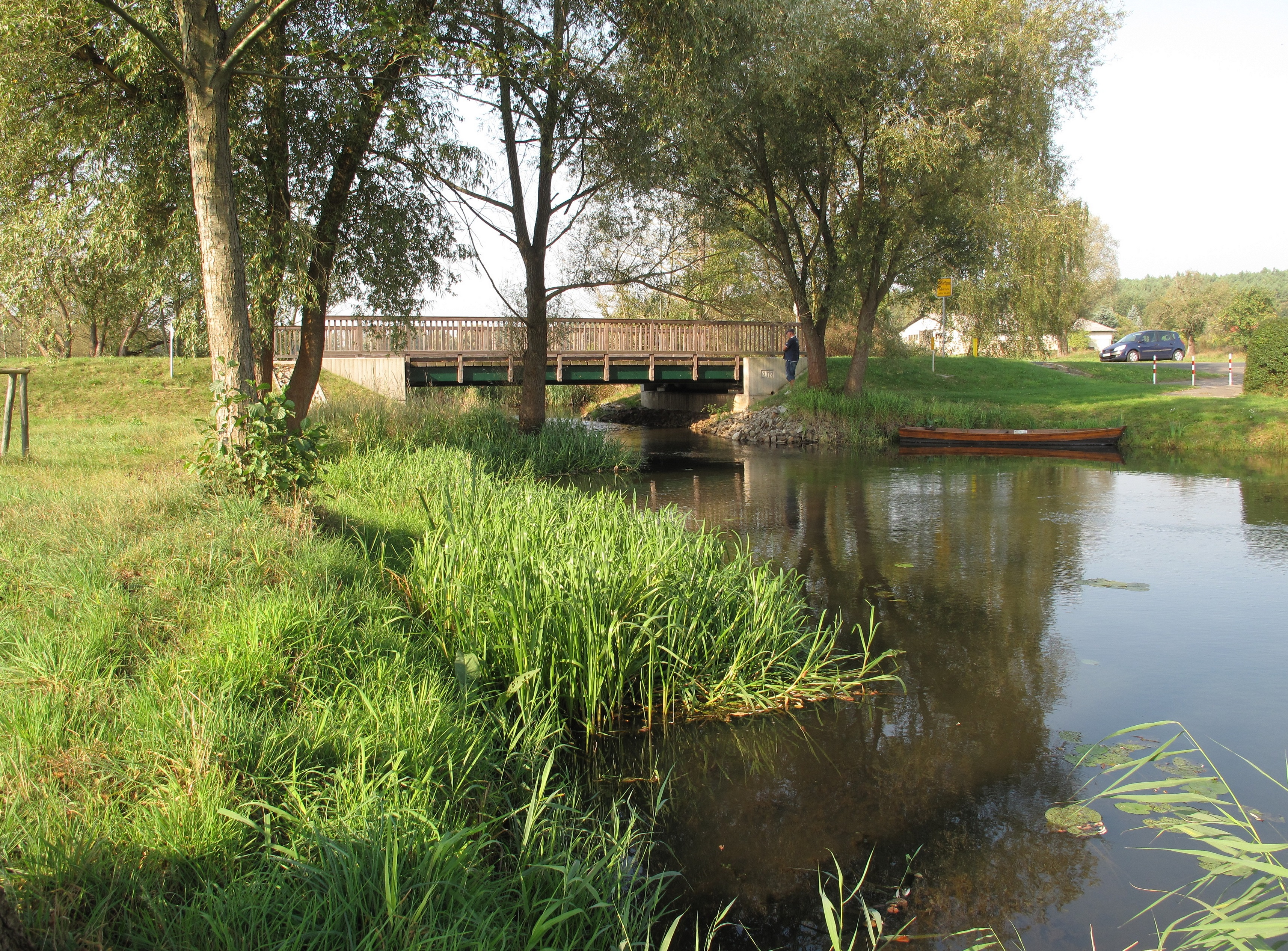
Brücke von 2012 über dem Seitenarm

Rund 100 Meter nördlich wurde 2012 über einem Seitenarm der Spree eine weitere, ähnlich konstruierte Brücke errichtet, nachdem zwei Altarme entschlammt und wiederverbunden worden waren. Die Maßnahme im Rahmen des „Entwicklungskonzeptes für die Renaturierung der Altarme der Spree“ nach der EU-Wasserrahmenrichtlinie (WRRL) zur naturnahen Entwicklung von Fließgewässern soll insbesondere den Lebensraum für fließgewässertypische Arten erschließen. Der Seitenarm zweigt unmittelbar westlich der Spreebrücke Werder vom Hauptfluss ab.